# Kretapijpbloemvlinder
De kretapijpbloemvlinder (Zerynthia cretica) is een vlinder uit de familie van de pages (Papilionidae). De wetenschappelijke naam van de soort is gepubliceerd in 1904 door Rebel.
Als waardplanten worden Aristolochia cretica en soms Aristolochia sempervirens gebruikt. De vliegtijd is van maart tot juni. De soort overwintert als pop.
De soort komt alleen voor op Kreta tot hoogtes van 1500 meter boven zeeniveau. Hij staat als niet bedreigd op de Rode Lijst van de IUCN.